# Artem Teplov
Artem Teplov (tiếng Belarus: Арцём Цяплоў; tiếng Nga: Артём Теплов; sinh 14 tháng 10 năm 1992) là một cầu thủ bóng đá Belarus hiện tại thi đấu cho Naftan Novopolotsk.

## Danh hiệu
Naftan Novopolotsk
- Vô địch Cúp bóng đá Belarus: 2011–12